# راینهارد فورر
راینهارد فورر (به انگلیسی: Reinhard Furrer) فضانورد اهل کشور آلمان است که در ۲۵ نوامبر ۱۹۴۰ میلادی در وورگل زاده شد. وی در مأموریت اس‌تی‌اس-۶۱-ای حضور داشته است.